# Bothriospermum

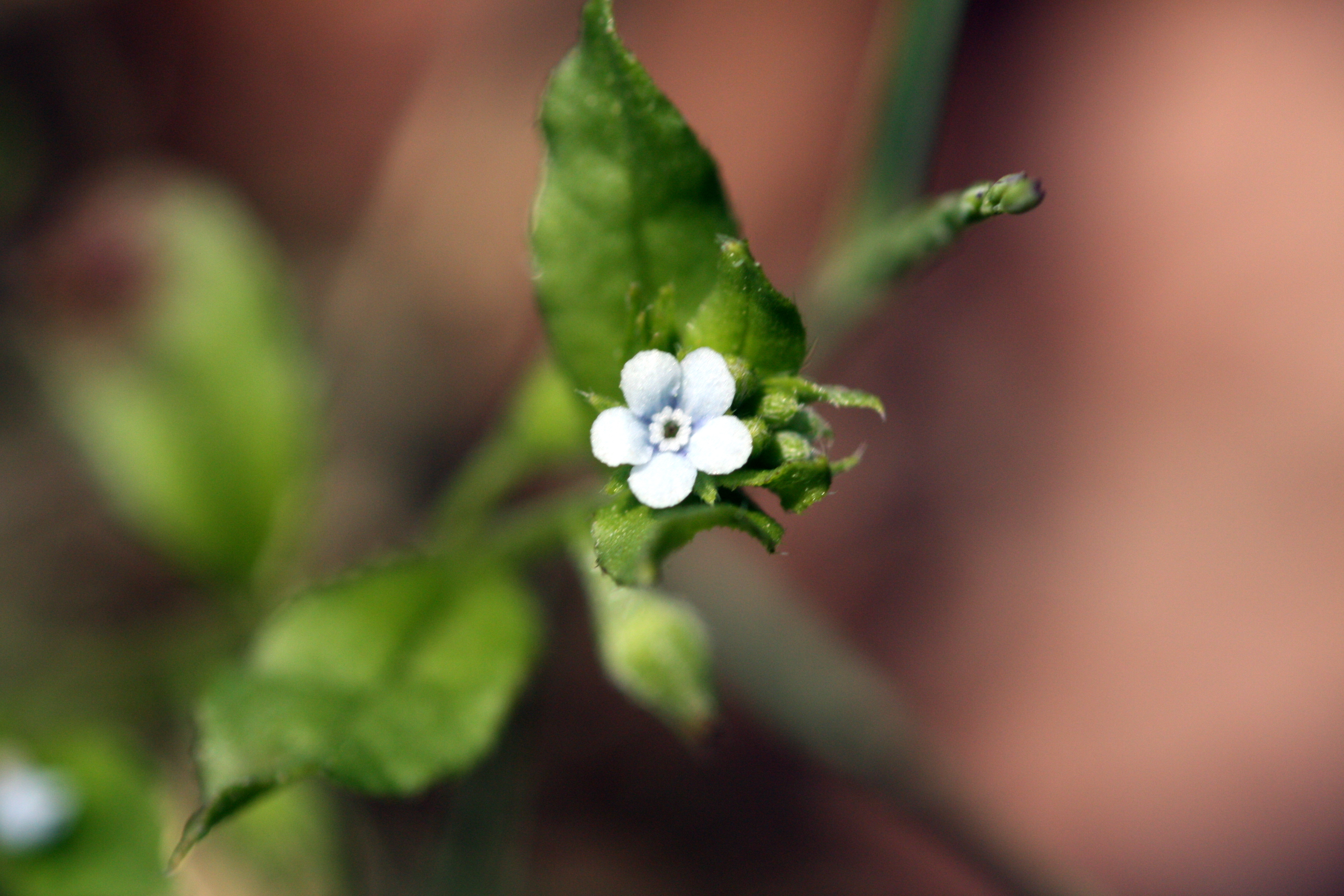
Bothriospermum tenellum

Bothriospermum – rodzaj roślin należący do rodziny ogórecznikowatych (Boraginaceae). Obejmuje ok. 5–7 gatunków. Rośliny te występują w Azji, od Japonii na północy, poprzez Rosję i Chiny, po Kazachstan i Afganistan na wschodzie oraz Wietnam na południu. Jako rośliny zawleczone rosną także na Jawie.

## Morfologia
PokrójRośliny jednoroczne i dwuletnie, odstająco lub przylegająco owłosione, przy czym włoski mają nasady dyskowato rozszerzone. Pędy prosto wzniesione lub płożące.
LiścieSkrętoległe, jajowate lub lancetowate.
KwiatyZebrane w kwiatostany wierzchotkowe, wsparte przysadkami. Kwiaty osadzone na szypułkach. Działek kielicha 5, lancetowatych i zrośniętych tylko u nasady. Nie powiększają się wcale lub tylko nieznacznie podczas owocowania. Płatki korony w kolorze niebieskim lub białym, zrośnięte u nasady w krótką rurkę, z osklepkami w gardzieli, poza tym wolne końce płatków szeroko rozpostarte, koliste. Pręciki krótkie, nie wystają z rurki korony. Zalążnia górna, czterokomorowa, z pojedynczymi, anatropowymi zalążkami. Szyjka słupka krótka, zakończona główkowatym znamieniem.
OwoceRozłupnie rozpadające się na cztery rozłupki.

## Systematyka
Rodzaj należy do podplemienia Bothriosperminae, plemienia Cynoglosseae w podrodzinie Cynoglossoideae w obrębie rodziny ogórecznikowatych Boraginaceae.
Wykaz gatunków
- Bothriospermum chinense Bunge
- Bothriospermum hispidissim um Hand.-Mazz.
- Bothriospermum imaii Nakai
- Bothriospermum kusnetzowii  Bunge ex A.DC.
- Bothriospermum kusnezowii Bunge ex DC.
- Bothriospermum secundum Maxim.
- Bothriospermum tenellum (Hornem.) Fisch. & C.A.Mey.